# Vestigingskolonialisme

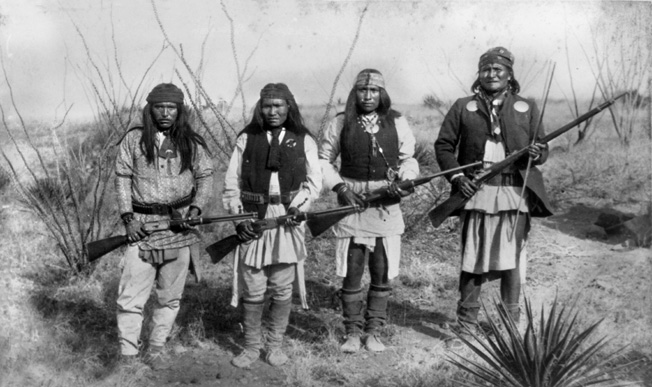
Leider van de Apache, Geronimo (rechts), met krijgers in 1886. De Apache waren een van de laatste bevolkingsgroepen die georganiseerd gewapend verzet toonden tegen de oprukkende Amerikaanse kolonisatie.

Vestigingskolonialisme of verdrijvingskolonialisme is een vorm van kolonialisme waarbij het doel van de kolonisator is om de oorspronkelijke  bevolking van een regio te vervangen. De intentie van de kolonisator is om van de nieuwe regio een uitbreiding van zijn grondgebied te maken. De nadruk ligt dus niet op de nieuwe regio als een domein van exploitatie, maar als een nieuwe woonst voor de natie. Dit wil echter niet zeggen dat economische en menselijke exploitatie geen belangrijke rol speelde in deze vorm van kolonialisme.
Alhoewel vestigingskolonialisme een eeuwenoude praktijk is, zijn historici ervan overtuigd dat de schaal, aard en intensiteit van dit soort kolonialisme door de eeuwen sterk veranderd is. Een terugkerend element is echter dat de oorspronkelijke bevolking als inferieur wordt beschouwd door de kolonisator en vervangen dient te worden door de eigen of een andere bevolking.
Vestigingskolonialisme heeft meestal een zeer grote impact op een regio. Meestal blijft een nieuwe bevolking leven op het veroverde territorium lang nadat het officiële kolonisatieproject is afgesloten, tenzij er sprake is van een grootschalige vestigende dekolonisatie. De uitroeiingsacties kunnen leiden tot een genocide op de oorspronkelijke bevolking, het creëren van een blijvende ongelijkheid tussen bevolkingsgroepen en diepgewortelde culturele en economische spanningen.

## Oudheid

### De Grieken
Grieks kolonialisme was een vorm van vestigingskolonialisme, waarbij een groep gezanten door een stadstaat of polis de toestemming kreeg om een overzeese stad te stichten die verbonden zou blijven met de oorspronkelijke polis. Deze praktijk, die ontstond in de achtste eeuw voor Christus, zou gedreven zijn door de snel groeiende bevolking van de oude Grieken en de zoektocht naar nieuwe handelspartners. Veel van deze kolonies bleven politiek verbonden aan de oorspronkelijke stadstaat. Een uitzondering hierop zijn de apoikiai (Oudgrieks ἀποικίαι), kolonies die later uitgroeiden tot onafhankelijke stadstaten.
Door de grote hoeveelheid Griekse kolonies rond de Middellandse en Zwarte Zee vond er een hellenisering plaats van deze regio. Hellenisering was een historisch proces waarbij niet-Griekse volkeren de Griekse cultuur en taal overnamen. De Romeinse redenaar Cicero stelde dat de Griekse kolonisatie ervoor had gezorgd dat "er een Griekse rand geweven was rond de kusten van de barbaren." Soms wordt daarom een link gelegd tussen dit proces van hellenisering en de Europese beschavingsmissies uit de Nieuwe Tijd. Historici stellen echter dat dit een anachronisme is, aangezien in tegenstelling tot de Europeanen de oude Grieken niet het expliciete doel hadden om andere bevolkingen te gaan beschaven.
De Griekse kolonisatie werd in de 18e en 19e eeuw vaak door Europese kolonisatoren gebruikt om hun eigen kolonialisme te rechtvaardigen. Er zijn echter grote verschillen tussen het Griekse kolonialisme en latere vormen van Europees kolonialisme. Zoals hierboven gesteld zagen de Grieken hun kolonisatie niet als onderdeel van een bredere beschavingsmissie. Verder ging Grieks kolonialisme zelden gepaard met de uitroeiing van de oorspronkelijke bevolking, maar vestigden ze zich vooral in onbewoonde gebieden. Hier bestaan echter uitzonderingen op, zoals de kolonisatie van Sinop. Alhoewel de Grieken wel al een binair onderscheid maakten tussen zichzelf en 'barbaren,' hadden deze groepen nog geen raciale dimensie. Ook werd de term eerder neutraal gebruikt en kreeg deze pas later negatieve connotaties.

### Romeinen
De Romeinse Republiek en later het Romeinse Rijk vestigden vaak Romeinse burgers in veroverde gebieden. Deze Romeinse burgers waren meestal veteranen, die in deze nieuwe regio's grond kregen voor hun dienst in het leger. Deze plaatselijke Romeinen dienden als een buffer om Opstanden in de nieuwe regio's neer te slaan en als gezanten om de Romeinse cultuur te verspreiden. In tegenstelling tot latere vormen van kolonialisme diende het Romeinse kolonialisme dus in de eerste plaats een functie binnen de militaire veroveringen van naburige regio's. Het militaire karakter van deze regio wordt verder benadrukt door de Latijnse term colonia die vooral gebruikt werd om te verwijzen naar tot steden omgevormde militaire kampen in veroverde gebieden.

## Middeleeuwen

### Duitse volkeren
De Oostkolonisatie bestond uit de vestiging van kolonisten uit het Heilig Roomse Rijk der Duitse Natiën in Centraal-Europa, Oost-Europa en de Balkan. De Oostkolonisatie verwijst eigenlijk naar drie verschillende golven van kolonialisme in de 9e, 12e en 16e eeuw. In tegenstelling tot latere vormen van Europese kolonisatie was er bij de Oostkolonisatie geen sprake van een bezetting of exploitatie van Duitse vorsten in deze nieuwe regio's. Historici stellen dat het eerder begrepen kan worden als een massale immigratiestroom, die culturele, politieke en economische banden behield met het moederland.

### Japan
In de provincie Mutsu, in het noorden van Japan, leefden de Emishi, een cultureel en politiek onafhankelijke bevolkingsgroep. Door de Vroege Middeleeuwen heen werd de regio gekoloniseerd en werd de plaatselijke bevolking vervangen door de zuidelijke bevolking van het eiland.

### Noord-Afrika
Na de dood van Mohammed verspreidde de islam zich van het Arabisch schiereiland onder andere over heel Noord-Afrika, waarbij de Arabieren de bovenlaag van de bevolking gingen uitmaken ten koste van de oorspronkelijke bevolking, wat in zowel de Maghreb als Egypte nog altijd het geval is.

### Midden-Oosten
Tijdens de Eerste Kruistocht vestigden vooral Franse ridders een viertal koninkrijken in het Arabische Rijk, in Antiochië, het huidige Libanon en Syrië en Palestina. Na twee eeuwen verdreven de Arabieren het laatste restje van het Koninkrijk Jeruzalem naar Cyprus.

## Nieuwe Tijd
De Nieuwe Tijd kende een grote toename aan vestigingskolonialisme door de opkomst van de Europese grootmachten en het Europese kolonialisme. Er zijn enkele zeer belangrijke verschillen tussen deze nieuwe vormen en eerdere vormen van vestigingskolonialisme.
- In deze tijd ontstonden racisme en witte suprematie als belangrijke ideologieën in Europa. Hierdoor kreeg de kolonisatie vaak een raciale dimensie. De onderworpen bevolkingsgroepen werden omschreven als inferieur. Veel Europeanen geloofden de plicht te hebben om deze bevolkingsgroepen te onderwerpen en te exploiteren.[15][16] Vaak werd dit omschreven als een 'beschavingsmissie.'[17]
- Door de opkomst van de natiestaat en een hogere mate van politieke centralisatie konden de koloniserende naties een veel intensere controle houden op de kolonies. Veel kolonies kwamen zo onder direct bestuur te staan van het 'moederland' en verloren alle vormen van autonomie.[18][19]
- Door de opkomst van het kapitalisme en de Industriële Revolutie werden economische motieven steeds belangrijker in het kolonialisme. Alhoewel het primaire doel van de vestigende kolonies niet was om te exploiteren, zoals het geval was bij de exploitatiekolonies, was dit toch een belangrijk doel van de kolonisatoren.[18]

Een kenmerk van vestigingskolonialisme uit deze periode is de massadeportatie van Afrikanen als slaven naar overzeese gebieden door Europese kolonisatoren. Deze mensen werden verplicht slavenarbeid te verrichten in Europese kolonies, veelal op plantages. Deze karakteristiek van vestigingskolonialisme wordt best benaderd als een apart historisch fenomeen.

### Kolonisatie in Amerika

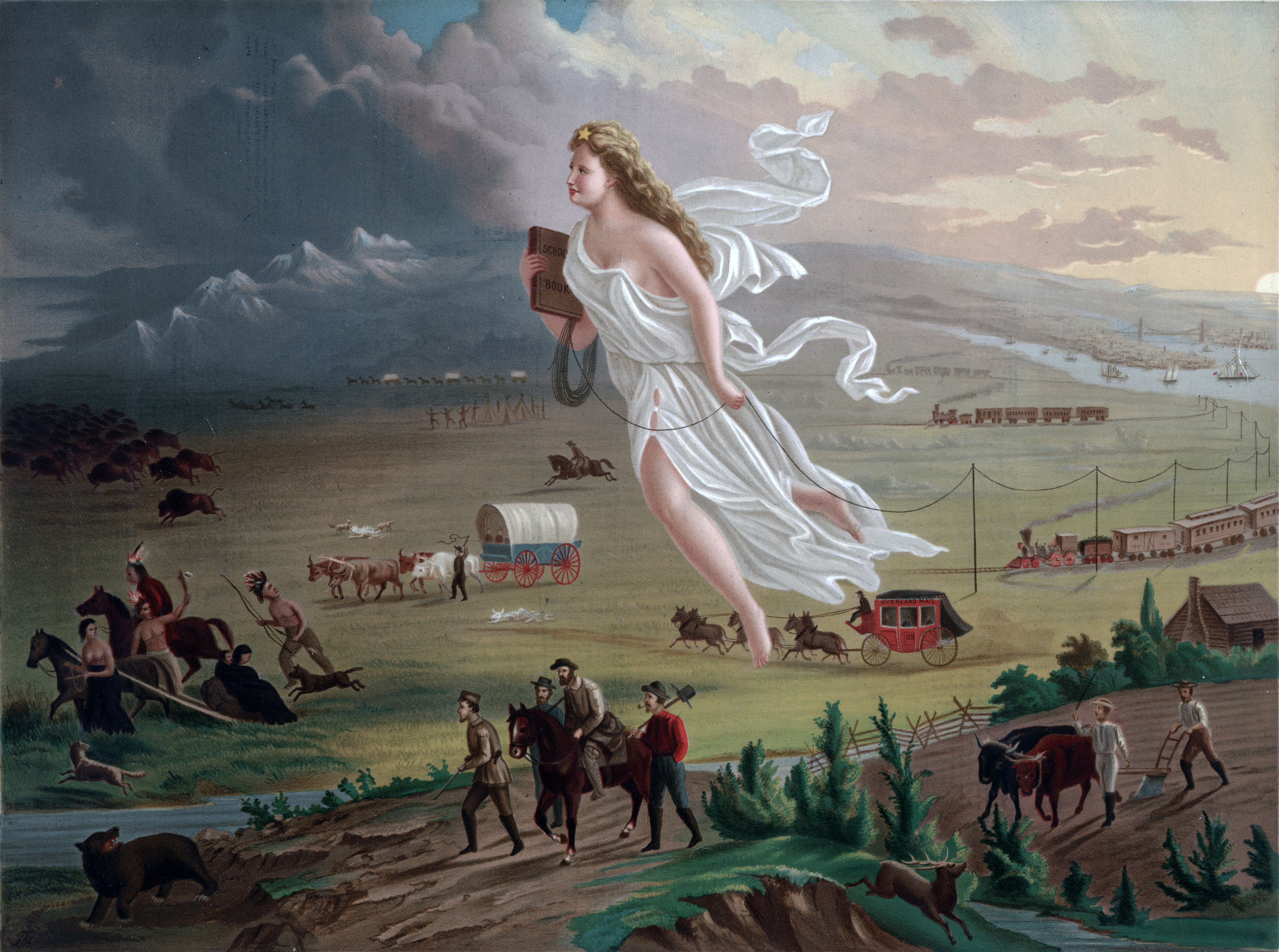
Het schilderij 'American Progress' van John Gast (1872) wordt vaak als symbool voor de 'Manifest Destiny'-ideologie gezien.

De kolonisatie van Amerika begon toen een Spaanse expeditie onder leiding van Christoffel Columbus in 1492 landde in de Caraïben, tijdens een zoektocht naar een westelijke handelsroute naar India en China. Dit zette een proces in gang van kolonisatie, verstedelijking, industrialisering, exploitatie en raciaal gemotiveerde uitroeiingscampagnes. Spanje was de eerste Europese grootmacht die kolonies stichtte op het Amerikaanse continent. Op het hoogtepunt van zijn macht bezat Spanje een koloniaal rijk van Noord-Amerika (Californië, Texas) tot het zuidelijkste puntje van Zuid-Amerika (Argentinië). De eerste Spaanse stad werd gesticht in 1497.
Later veroverde Portugal Brazilië. Frankrijk koloniseerde enkele Caraïbische eilanden, Canada en Louisiana. Nederland koloniseerde door middel van de Verenigde Oostindische Compagnie en de West-Indische Compagnie het gebied tussen de Connecticut en de Delaware op de oostkust van Noord-Amerika, later geruild tegen Suriname in Zuid-Amerika, zes Antillen en kortstondig het noorden van Brazilië. Ook Zweden en Denemarken hadden kortstondig kleine Amerikaanse gebieden gekoloniseerd. Grote kustgebieden van Noord-Amerika, Canada, Guyana en enkele Caraïbische eilanden werden ten slotte gekoloniseerd door compagnieën uit het Verenigd Koninkrijk. Tegen de 17e eeuw was heel het continent onder Europese controle. Dit had een gigantische impact op het plaatselijke ecosysteem, de wereldeconomie en de plaatselijke bevolking. Alhoewel het onduidelijk is exact hoe veel mensen omkwamen in deze kolonisatie wordt door historici vaak naar deze campagne verwezen als de grootste genocide in de geschiedenis van de mensheid. Er bestaat echter discussie of dit als 'genocide' gekwalificeerd kan worden, aangezien de meeste mensen naar alle waarschijnlijkheid omkwamen door Europese ziektes - hoewel daar tegenwoordig ook aan wordt getwijfeld.
Een apart geval van kolonialisme was de Amerikaanse kolonisatie door de Verenigde Staten. Alhoewel initieel een Britse kolonie, werden de Amerikanen onafhankelijk in 1776. Het grootste deel van het huidige grondgebied van de Verenigde Staten werd dan ook gekoloniseerd door de Amerikanen als een onafhankelijk volk. De Amerikaanse kolonisatie van het westen werd gelegitimeerd door de manifest destiny-ideologie. Dit was de politieke overtuiging dat de Amerikanen een goddelijke plicht hadden om een gebied te veroveren van de Atlantische tot de Stille Oceaan en hierin hun waarden te verspreiden. De meeste historici beschouwen het 'manifest destiny'-ideaal nu vooral als een retorische truc om de genocide op Native Americans te rechtvaardigen.

### Kolonisatie in Azië
In Azië was er minder sprake van vestigingskolonialisme, maar probeerden Europese machten vooral handelsposten en exploitatiekolonies te vestigen. Het doel van kolonisatie was hier vooral om een toegang te krijgen tot de Aziatische handelsmarkt en grondstoffen. Sommige handelskolonies groeiden later echter uit tot volwaardige vestigingskolonies. Voorbeeld hiervan zijn Hong Kong, een Chinese haven die door de Britten veroverd werd na de Opiumoorlogen, en Taiwan, een regio die initieel door de Portugezen, later door de Nederlanders en veel later door Chinese vluchtelingen gekoloniseerd werd.
Tijdens de 16e en 17e eeuw vond ook de Russische kolonisatie van Siberië plaats. Voor de kolonisatie stond deze regio bekend als het Kanaat van Sibir, een confederatie van kleinere politieke entiteiten. De strategie van de Russen was door kleine forten te bouwen en de plaatselijke bevolking te verdringen. Ondanks pogingen van Kuchum Kahn om zijn rijk beter te centraliseren werd het opgenomen in het Russische Rijk.
Israël begon vanaf 1967, na de  bezetting van de Westelijke Jordaanoever, de Gazastrook en de Golanhoogvlakte, met de verdrijvingskolonisatie ervan. Israël bouwt er nederzettingen, waar Israëlische religieus nationalistische kolonisten zich vestigen en zich door middel van buitenposten/outposts allengs meer grondgebied toe-eigenen. Dit gaat gepaard met geweld en verdrijving van de inheemse Palestijnen, vaak onder toeziend oog van Israëlische soldaten.                                    
Sinds de oorlog in Gaza, 7 oktober 2023, is dit kolonistengeweld op de Westelijke Jordaanoever enorm toegenomen.

### Kolonisatie in Oceanië
De twee grootste landen in Oceanië, Australië en Nieuw-Zeeland, werden beide gekoloniseerd door het Verenigd Koninkrijk. Eind 18e eeuw werd Australië gesticht als vestigingskolonie door het Verenigd Koninkrijk. Er waren twee redenen voor deze nieuwe kolonie. Ten eerste bestond in het Verenigd Koninkrijk de traditie om veroordeelde criminelen te verbannen naar overzeese kolonies. Lange tijd werden de Verenigde Staten hiervoor gebruikt, maar na de Amerikaanse Onafhankelijkheid was er nood aan een nieuwe regio. Ten tweede was Australië bedoeld als een buffer tegen Franse expansie in de Stille Oceaan en Azië. Over een periode van 150 jaar werden er zo'n 50.000 gevangen verbannen naar de kolonie.
De kolonisatie van Nieuw-Zeeland kwam pas later op gang, tijdens de 19e eeuw. De kolonisten kwamen uit verscheidene Europese landen, maar de kolonie was deel van het Brits Imperium. Deze migratie leidde tot de Maori-oorlogen, een reeks gewapende conflicten tussen de kolonisten en de  Maori-bevolking.

### Kolonisatie in Afrika
De kolonisatie van Afrika was vooral gericht op exploitatie en minder op het stichten van nieuwe vestigingen voor kolonisten. De meeste van deze exploitatiekolonies werden bevestigd op het Congres van Berlijn in 1885. De kolonisatie van Zuid-Afrika begon echter al veel vroeger, in 1652. Initieel was de kolonie in handen van de Verenigde Oost-Indische Compagnie (VOC) en werd die vooral gebruikt als een verversings- en bevoorradingsstation op de route naar Oost-Azië. De opzet van de Nederlandse officier Jan van Riebeeck was  een kleine Nederlandse gemeenschap rond het fort, maar deze gemeenschap bleef groeien en werd uiteindelijk een vestigingskolonie.
In Noord-Afrika waren vanwege de onmiddellijke nabijheid van Europa meer kolonisten aanwezig dan in de rest van het continent, in Marokko vooral Spanjaarden en in Tunesië vooral Italianen. Vooral Algerije groeide uit tot een Franse vestigingskolonie. Algerije werd veroverd door de Fransen in 1830 en werd daarmee de eerste Europese kolonie in de Maghreb. Hierdoor trok de regio zeer veel Fransen die op zoek waren naar economische winst of op de vlucht waren voor oorlog. Deze kolonisatoren werden colons of pieds-noirs genoemd en vormden Algerije om tot een gesegregeerde staat, waarin de inheemse bevolking gereduceerd werd tot een etnische onderklasse.

### Kolonisatie in Europa
Meestal spreekt men in de Europese context niet over 'kolonisatie,' maar over 'verovering.' In recente jaren is er echter kritiek gekomen op deze opdeling, omdat deze arbitrair zou zijn en de schijn wekt dat Europese politiek inherent anders is dan op andere continenten.
Vaak wordt naar de Engelse volksplanting in Ierland verwezen als een Europese vorm van vestigingskolonialisme. De Britse verovering van Ierland was een lang proces dat begon in de 11e eeuw. In de 16e en 17e eeuw ondernam het Verenigd Koninkrijk echter een poging om de plaatselijke bevolking op grote schaal te vervangen door Engelsen. Aan protestantse Engelse adel werd lokale grond gegund, die meestal werd afgepakt van katholieke Ieren.
Een ander voorbeeld zijn de Sámi of Samen, de inheemse Fins-Oegrische bevolking van Sápmi of Lapland. In het Nederlands worden de Sámi ook wel 'Lappen' genoemd, wat de Sámi zelf beschouwen als scheldwoord. De Sámi en Scandinaviërs waren eeuwenlang buren, maar in de 19e eeuw werden hun gebieden gekoloniseerd door Noorwegen en Zweden. Tot diep in de 20ste eeuw probeerden beide landen om de Sámi te vervangen door Zweedse burgers.
In een verder verleden was het Iberisch schiereiland een vestigingskolonie van Arabieren en Berbers, bekend als deel van Al-Andalus, was Sicilië een Arabische kolonie en was de Balkan door de Turkse Osmanen geïslamiseerd en gekoloniseerd.